# Oliver Webb
Oliver Webb, Oli Webb (ur. 20 marca 1991 w Manchesterze) – brytyjski kierowca wyścigowy.

## Kariera

### Formuła Renault
Oli karierę rozpoczął w roku 2000, od startów w kartingu. W 2005 roku przeszedł do wyścigów samochodów jednomiejscowych, debiutując w brytyjskich mistrzostwach T Cars. W klasie Autumn Trophy Webb sięgnął po tytuł wicemistrzowski. Rok później ścigał się w głównej kategorii, w której został sklasyfikowany na 3. pozycji.
W sezonie 2007 brał udział w Brytyjskiej Formule BMW. Uzyskane punkty pozwoliły mu zająć w klasyfikacji końcowej 9. lokatę. W okresie posezonowym był 15. zawodnikiem zimowej edycji Brytyjskiej Formuły Renault. W kolejnym roku startów ścigał się w jej głównym cyklu. Zmagania w niej zakończył na 8. miejscu. Brytyjczyk wziął udział również w czterech wyścigach północno-europejskiego cyklu. Zdobyte punkty zagwarantowały mu 25. pozycję, w ogólnej punktacji. Po sezonie Oliver ponownie wystartował w zimowym cyklu brytyjskiej serii oraz portugalskiej edycji. W pierwszej z nich zajął 4. lokatę, w drugiej z kolei sięgnął po tytuł wicemistrzowski.
W roku 2009 ponownie ścigał się w Brytyjskiej Formule Renault. Zwyciężywszy w dwóch wyścigach, rywalizację ukończył na 3. miejscu. Poza tym wystartował także w dwóch rundach europejskiej edycji, jednakże nie zdobył punktów.

### Formuła 3
Na sezon 2010 Oli przeniósł się do Brytyjskiej Formuły 3. W klasyfikacji generalnej zajął 3. pozycję, z dorobkiem trzynastu miejsc na podium, w tym trzech zwycięstw.

### Formuła Renault 3.5
W 2011 roku Webb podpisał kontrakt z zespołem Pons Racing na starty w Formule Renault 3.5. Najlepszym jego wynikiem w sezonie była 6 pozycja podczas niedzielnego wyścigu na torze Circuit de Catalunya. Ostatecznie z dorobkiem 17 punktów uplasował się na 21 pozycji w klasyfikacji kierowców.
Po roku startów w Firestone Indy Lights Webb powrócił do Formuły Renault 3.5 w sezonie 2013. Tym razem jednak podpisał kontrakt z dużo bardziej utytułowanym zespołem Fortec Motorsport. W pierwszym wyścigu sezonu zajął czwarte miejsce, jednak była to właśnie jego najlepsza lokata w sezonie. Później punktował jeszcze siedmiokrotnie, lecz były to niewielkie zdobycze punktowe. 27 punktów dało mu 15 miejsce w klasyfikacji.
W sezonie 2014 Webb podpisał kontrakt z hiszpańską ekipą Pons Racing. Wystartował w pięciu wyścigach, w ciągu których nie zdołał zdobyć punktów.

## Statystyki
| Sezon | Seria                                         | Zespół                      | Wyścigi | Zwycięstwa | PP | NO | Podium | Punkty | Pozycja |
| ----- | --------------------------------------------- | --------------------------- | ------- | ---------- | -- | -- | ------ | ------ | ------- |
| 2005  | T Cars Autumn Trophy                          |                             |         |            |    |    |        | 117    | 2       |
| 2006  | T Cars                                        | Graham Hathaway Engineering | 20      | 3          | 3  |    | 11     | 133    | 3       |
| 2007  | Brytyjska Formuła BMW                         | Carlin Motorsport           | 18      | 0          | 0  | 0  | 0      | 406    | 9       |
| 2007  | Brytyjska Formuła Renault (zimowa edycja)     | Fortec Motorsport           | 4       | 0          | 0  | 0  | 0      | 29     | 15      |
| 2008  | Brytyjska Formuła Renault                     | Fortec Motorsport           | 20      | 0          | 0  | 0  | 0      | 267†   | 8       |
| 2008  | Północnoeuropejski Puchar Formuły Renault 2.0 | Fortec Motorsport           | 4       | 0          | 0  | 0  | 0      | 25     | 27      |
| 2008  | Brytyjska Formuła Renault (zimowa edycja)     | Fortec Motorsport           | 4       | 0          | 0  | 0  | 0      | 64     | 4       |
| 2008  | Portugalska Formuła Renault (zimowa edycja)   | Fortec Motorsport           | 4       | 1          | 1  | 0  | 1      | 28     | 2       |
| 2009  | Brytyjska Formuła Renault                     | Fortec Motorsport           | 20      | 2          | 0  | 2  | 10     | 419†   | 3       |
| 2009  | Europejski Puchar Formuły Renault 2.0         | Fortec Motorsport           | 4       | 0          | 0  | 0  | 0      | 0      | 29      |
| 2010  | Brytyjska Formuła 3                           | Fortec Motorsport           | 30      | 3          | 4  | 4  | 14     | 250    | 3       |
| 2010  | Grand Prix Makau                              | Fortec Motorsport           | 1       | 0          | 0  | 0  | 0      | N/A    | 18      |
| 2011  | Formuła Renault 3.5                           | Pons Racing                 | 17      | 0          | 0  | 0  | 0      | 17     | 21      |
| 2011  | Firestone Indy Lights                         | Jensen MotorSport           | 4       | 0          | 0  | 0  | 1      | 104    | 18      |
| 2012  | Firestone Indy Lights                         | Sam Schmidt Motorsports     | 12      | 0          | 1  | 0  | 1      | 310    | 7       |
| 2013  | Formuła Renault 3.5                           | Fortec Motorsport           | 17      | 0          | 0  | 0  | 0      | 27     | 15      |
| 2013  | FIA GT Series – Pro                           | Fortec Motorsport           | 2       | 0          | 0  | 0  | 0      | 0      | NS      |
| 2013  | Blancpain Endurance Series – GT3 Pro Cup      | Fortec Motorsport           | 1       | 0          | 0  | 0  | 0      | 0      | NS      |
| 2013  | British GT Championship – GT3                 | Fortec Motorsport           | 1       | 0          | 0  | 0  | 0      | 0      | NS      |
| 2013  | Gulf 12 Hours – GT3                           | MRS GT-Racing               | 1       | 0          | 0  | 0  | 0      | N/A    | 13      |
| 2014  | Formuła Renault 3.5                           | Pons Racing                 | 5       | 0          | 0  | 0  | 0      | 0      | 26      |
| 2014  | Dunlop 24H Dubai – A6-Am                      | rhino's Leipert Motorsport  | 1       | 0          | 0  | 0  | 0      | N/A    | 2       |
| 2014  | 24h Le Mans – LMP2                            | Signatech Alpine            | 1       | 0          | 0  | 0  | 1      | N/A    | 3       |
| 2014  | United Sports Car Championship – Prototype    | OAK Racing                  | 1       | 0          | 0  | 0  | 0      | 26     | 45      |
| 2014  | European Le Mans Series – LMP2                | Signatech Alpine            | 5       | 1          | 0  | 0  | 3      | 78     | 1       |

† – punkty liczone zgodnie z systemem

## Wyniki w Formule Renault 3.5
| Legenda oznaczeń w tabelach wyników Wyświetl szablon na nowej stronie | Legenda oznaczeń w tabelach wyników Wyświetl szablon na nowej stronie                                                                     |
| Oznaczenie                                                            | Wyjaśnienie |
| --------------------------------------------------------------------- | --- |
| Złoty                                                                 | Zwycięzca lub mistrzostwo |
| Srebrny                                                               | 2. miejsce lub wicemistrzostwo |
| Brązowy                                                               | 3. miejsce lub II wicemistrzostwo |
| Zielony                                                               | Ukończył, punktował (w klasyfikacji generalnej, gdy zdobył co najmniej jeden punkt na przestrzeni sezonu, poza trzema powyższymi opcjami) |
| Niebieski                                                             | Ukończył, nie punktował (w klasyfikacji generalnej, gdy nie zdobył co najmniej jednego punktu na przestrzeni sezonu)                      |
| Czerwony                                                              | Nie zakwalifikował się (NZ) |
| Czerwony                                                              | Nie prekwalifikował się (NPK) |
| Różowy                                                                | Nie ukończył (NU) |
| Różowy                                                                | Niesklasyfikowany (NS) (w klasyfikacji generalnej, gdy nie został sklasyfikowany w żadnym wyścigu sezonu)                                 |
| Czarny                                                                | Zdyskwalifikowany (DK) |
| Czarny                                                                | Wykluczony (WYK/EX) |
| Biały                                                                 | Nie wystartował (NW) |
| Biały                                                                 | Kontuzjowany (K/INJ) |
| Biały                                                                 | Wyścig odwołany (OD/C) |
| Bez koloru                                                            | Został wycofany (WYC/WD) |
| Bez koloru                                                            | Nie przybył (NP/DNA) |
| Bez koloru                                                            | Nie brał udziału w treningach (NT/DNP) |
| Bez koloru                                                            | Nie został zgłoszony (–) |
| Pogrubienie                                                           | Start z pole position |
| Kursywa                                                               | Najszybsze okrążenie wyścigu |
| †                                                                     | Nie ukończył, ale jego rezultat został zaliczony ze względu na przejechanie więcej niż 90% dystansu wyścigu.                              |
| *                                                                     | Sezon w trakcie |
| 1/2/3                                                                 | Punktowana pozycja w sprincie kwalifikacyjnym                                                                                             |
| Lista systemów punktacji Formuły 1                                    | |

| Rok  | Zespół            | Wyniki w poszczególnych eliminacjach | Wyniki w poszczególnych eliminacjach | Wyniki w poszczególnych eliminacjach | Wyniki w poszczególnych eliminacjach | Wyniki w poszczególnych eliminacjach | Wyniki w poszczególnych eliminacjach | Wyniki w poszczególnych eliminacjach | Wyniki w poszczególnych eliminacjach | Wyniki w poszczególnych eliminacjach | Wyniki w poszczególnych eliminacjach | Wyniki w poszczególnych eliminacjach | Wyniki w poszczególnych eliminacjach | Wyniki w poszczególnych eliminacjach | Wyniki w poszczególnych eliminacjach | Wyniki w poszczególnych eliminacjach | Wyniki w poszczególnych eliminacjach | Wyniki w poszczególnych eliminacjach | Punkty | Pozycja |
| ---- | ----------------- | ------------------------------------ | ------------------------------------ | ------------------------------------ | ------------------------------------ | ------------------------------------ | ------------------------------------ | ------------------------------------ | ------------------------------------ | ------------------------------------ | ------------------------------------ | ------------------------------------ | ------------------------------------ | ------------------------------------ | ------------------------------------ | ------------------------------------ | ------------------------------------ | ------------------------------------ | ------ | ------- |
| 2011 | Pons Racing       | ARA                                  | ARA                                  | BEL                                  | BEL                                  | ITA                                  | ITA                                  | MON                                  | DEU                                  | DEU                                  | HUN                                  | HUN                                  | GBR                                  | GBR                                  | FRA                                  | FRA                                  | CAT                                  | CAT                                  | 17     | 21      |
| 2011 | Pons Racing       | 11                                   | 17                                   | NU                                   | 18                                   | 9                                    | 11                                   | NU                                   | NU                                   | 16                                   | 17                                   | 19                                   | 7                                    | 12                                   | 11                                   | 10                                   | NU                                   | 6                                    | 17     | 21      |
| 2013 | Fortec Motorsport | ITA                                  | ITA                                  | ARA                                  | ARA                                  | MON                                  | BEL                                  | BEL                                  | RUS                                  | RUS                                  | AUT                                  | AUT                                  | HUN                                  | HUN                                  | FRA                                  | FRA                                  | CAT                                  | CAT                                  | 27     | 15      |
| 2013 | Fortec Motorsport | 4                                    | 9                                    | 11                                   | 17                                   | 11                                   | 12                                   | 9                                    | 9                                    | 7                                    | NW                                   | 16                                   | 16                                   | 10                                   | 13                                   | 22                                   | 10                                   | 10                                   | 27     | 15      |
| 2014 | Pons Racing       | ITA                                  | ITA                                  | ARA                                  | ARA                                  | MON                                  | BEL                                  | BEL                                  | RUS                                  | RUS                                  | DEU                                  | DEU                                  | HUN                                  | HUN                                  | FRA                                  | FRA                                  | JER                                  | JER                                  | 0      | 26      |
| 2014 | Pons Racing       | 12                                   | 14                                   | NU                                   | 13                                   | 12                                   | –                                    | –                                    | –                                    | –                                    | –                                    | –                                    | –                                    | –                                    | –                                    | –                                    | –                                    | –                                    | 0      | 26      |